# 2 Korpus Strzelecki (ZSRR)
2 Korpus Strzelecki (ros. 2-й стрелковый корпус)  – wyższy związek taktyczny Armii Czerwonej.
W czasie niemieckiego ataku na Związek Radziecki 2 KS wchodził w skład Frontu Zachodniego.

## Dowództwo korpusu
Dowódcy 2 KS:
- gen. mjr Arkadij Jermakow[1]

## Struktura organizacyjna
Skład w 1941 roku:
- 100 Dywizja Piechoty
- 161 Dywizja Piechoty